# Lawrence Sullivan
Lawrence John Sullivan (ur. 22 stycznia 1966 w Chicago) – amerykański duchowny katolicki, biskup pomocniczy Chicago od 2025.

## Życiorys
Święcenia kapłańskie otrzymał w dniu 23 maja 1992 i został inkardynowany do archidiecezji Chicago.
20 grudnia 2024 papież Franciszek mianował go biskupem pomocniczym Chicago ze stolicą tytularną Lamphua. Sakry udzielił mu 26 lutego w katedrze Najświętszego Imienia Jezus w Chicago arcybiskup Chicago kardynał Blase Cupich.